# Chevrolet Chevy
La Chevrolet Chevy è una vettura compact della Chevrolet prodotta in serie in Argentina tra il 1968 e il 1982, tra i modelli di maggior successo fabbricati dalla General Motors de Argentina.

## Nella cultura di massa
All'inizio del video di Thriller di Michael Jackson, il cantante guida una Chevy bianca.